# Alophia medusa
Alophia medusa är en irisväxtart som först beskrevs av John Gilbert Baker, och fick sitt nu gällande namn av Peter Goldblatt. Alophia medusa ingår i släktet Alophia och familjen irisväxter. Inga underarter finns listade i Catalogue of Life.